# Zgodovina
Zgodovina ali redko histórija je veda, ki raziskuje človeško vedenje skozi čas. Je interdisciplinarna in humanistična družbena veda, ki preučuje človeško družbo od njenega nastanka v času in prostoru. Njena naloga je, da kritično in nepristransko raziskuje dogodke v preteklosti, rekonstruira človekovo življenje v preteklosti in ohranja zgodovinski spomin, saj nam poznavanje zgodovine omogoča razumevanje sedanjosti in nam istočasno omogoča »videnje« v prihodnost.
Pod pojmom zgodovinopisje razumemo proces »nastajanja« zgodovine, v katerem zgodovinarji z različnimi orodji in metodami na podlagi virov preučujejo in nato interpretirajo preteklost posameznikovega življenja in delovanja preteklost razvoja človeških skupnosti. Zgodovinopisje se lahko prične šele s kritičnim odnosom do pričevanj o preteklem življenju. Glede na metodo in cilje, ločimo:
1. deskriptivno zgodovinopisje (opisno; razgrinjanje, kaj je predmet zgodovinske obravnave),
2. analitično zgodovinopisje (kritično; spoprijema se s koncepti in filozofskimi problemi, ki se pojavljajo ob pisanju zgodovine) in
3. historično zgodovinopisje (zgodovinsko; konkretne zgodovinske razprave).

## Naloge zgodovine
Naloge zgodovine so:
1. ohranja vire iz preteklosti,
2. skuša posredovati vedenje iz preteklosti (s pomočjo historične metode ugotavlja iz pričevanj preteklosti politične, družbene, gospodarske dogodke, način življenja, …)

## Pomožne zgodovinske vede
- insigniologija
- Arhivistika
- Diplomatika
- Epigrafika
- Heraldika
- Kronologija
- Numizmatika
- Paleografija
- Paleontologija
- Sfragistika
- Toponomastika
- Egiptologija

## Zgodovinska obdobja
Glej članek Periodizacija zgodovine

## Muza zgodovine
Muza zgodovine je bila Klio, ena izmed devetih muz grškega boga pesništva Apolona.